# 白曉紅
白曉紅（1968年—），臺灣彰化縣人，記者，1991年定居英國，以臥底報導英國非法移民生活聞名，以《Chinese Whispers: The True Story Behind Britain's Hidden Army of Labour》，2009年入选歐威爾獎。

## 生平
1987年，進入輔仁大學西班牙語文學系。1991年輔仁大學畢業，至英國威爾斯大學進修文化批判理論。
2001年，進入西敏大學新聞學系碩士班。
2004年，至英國葛蘭平肉類加工廠，深入體驗英國非法移民的生活。她撰寫的報導在《衛報》刊登後，引起英國民眾對於非法移民勞工的重視。

### 學歷
- 輔仁大學西班牙文系學士
- 英國威爾斯大學碩士
- 英國杜倫大學碩士
- 英國西敏寺大學新聞學碩士

### 經歷
- 英国《卫报》記者，專責劳工、移民、少数民族社区等議題。